# Ocnerioxa tumosa
Ocnerioxa tumosa är en tvåvingeart som beskrevs av Munro 1967. Ocnerioxa tumosa ingår i släktet Ocnerioxa och familjen borrflugor.
Artens utbredningsområde är Uganda. Inga underarter finns listade i Catalogue of Life.